# 毛利元鎮
毛利 元鎮（もうり もとしげ）は、安土桃山時代から江戸時代前期にかけての武将。毛利氏の一門家老・吉敷毛利家の祖。小早川秀包の嫡男。

## 生涯
天正17年（1589年）、小早川秀包の子として生まれる。
慶長5年（1600年）の関ヶ原の戦いの際には父・秀包の居城である久留米城にいたが、同年10月14日に黒田如水と鍋島直茂らの攻撃を受ける。城中には家老の桂広繁と白井景俊以下わずか500の兵しか残っておらず、数日持ちこたえたものの開城勧告に応じて城を明け渡し、妹の於佐手が黒田家の人質に、桂広繁の四男・黒寿丸（後の桂包政）が鍋島家の人質とされた。元鎮は母の桂姫や幼少の弟妹たちと共に長門国豊浦郡川棚へと移った。
慶長6年（1601年）3月22日に父・秀包が死去すると、毛利秀元の毛利輝元への言上によって即時に元服し、7,000石を与えられて長州藩内で長門国豊浦郡の阿川・滝部・殿居を領した。後見役には家老の白井包俊（景俊の子）が秀元によって指名されている。
慶長10年（1605年）12月14日、同年の五郎太石事件の後に毛利氏家臣団や有力寺社の総勢820名が連署して毛利氏への忠誠や様々な取り決めを記した連署起請文において、元鎮は福原広俊、毛利元政、益田元祥に次ぐ4番目に「毛利左馬助」と署名している。
慶長12年（1607年）1月、長門国豊浦郡阿川において毛利輝元の仲介によって毛利秀元の妹を娶り、同年11月に嫡男・元包が生まれる。
慶長14年（1609年）、毛利輝元・秀就父子に対して忠節を誓う起請文を提出。
慶長20年（1615年）4月14日の、毛利元就の遺訓に従い毛利家へ別心を抱かない旨を誓った連署起請文では「毛利伊賀守元鎮」と署名している。
寛永2年（1625年）、周防国吉敷郡吉敷に領地替えとなり、1万1,000石余に加増される。以後一族は吉敷毛利と称し、一門家老吉敷毛利家となった。後に2万石への加増が内示されたが、断ったという。同年、病により嫡男の元包に家督を譲って隠居するが、この時まだ元包は幼年だったため、元包の伯父にあたる毛利秀元に後見を依頼している。
寛文10年（1670年）2月26日、長門国豊浦郡殿居で没した。享年82。

## 逸話
- 幼少時の近松門左衛門を保護・養育したとも伝わる。

## 系譜
- 父：小早川秀包（1567-1601）
- 母：桂姫（1570-1648） - 大友義鎮（大友宗麟）の娘。
- 正室：地徳院生和順長（?-1649） - 穂井田元清の娘。慶安2年6月20日（1649年7月29日）没。
  - 長男：毛利元包（1607-1676） - 吉敷毛利家3代当主。
- その他の子
  - 次男：毛利就正（1626-1650） - 通称は治郎、左兵衛。慶安3年7月21日（1650年8月18日）没。享年25。法名は超勝英全。母は家女房。
  - 養女：一月妙春（?-1613） - 父は阿曽沼元郷、母は穂井田元清の娘。父・元郷の死後、母が元鎮に再嫁したため養女となる。慶長18年1月24日（1613年3月15日）没。